# Барсукова Юлія Володимирівна
Юлія Володимирівна Барсукова (рос. Юлия Владимировна Барсукова, 31 грудня 1978) — російська гімнастка, олімпійська чемпіонка.

## Досягнення
- Олімпійська чемпіонка: 2000
- Чемпіонка світу: 1999
- Чемпіонка Європи: 1999, 2000 (двічі)
- Заслужений майстер спорту Росії: 1999